# Tiokamp för herrar vid olympiska sommarspelen 2000
Tiokamp för herrar vid olympiska sommarspelen 2000 i Sydney avgjordes 27-28 september. 

## Medaljörer
| Gren    | Guld              | Guld | Silver                | Silver | Brons             | Brons |
| Tiokamp | Erki Nool Estland | 8641 | Roman Šebrle Tjeckien | 8606   | Chris Huffins USA | 8595  |

## Resultat
- Q innebär avancemang utifrån placering i heatet.
- q innebär avancemang utifrån total placering.
- DNS innebär att personen inte startade.
- DNF innebär att personen inte fullföljde.
- DQ innebär diskvalificering.
- NR innebär nationellt rekord.
- OR innebär olympiskt rekord.
- WR innebär världsrekord.
- PB innebär personligt rekord.
- SB innebär säsongsbästa.

| Placering | Idrottare              | Nation         | Total- poäng | Översikt över grenar (Poäng överst, därefter resultat. Bästa prestation i varje gren visas i grönt) | Översikt över grenar (Poäng överst, därefter resultat. Bästa prestation i varje gren visas i grönt) | Översikt över grenar (Poäng överst, därefter resultat. Bästa prestation i varje gren visas i grönt) | Översikt över grenar (Poäng överst, därefter resultat. Bästa prestation i varje gren visas i grönt) | Översikt över grenar (Poäng överst, därefter resultat. Bästa prestation i varje gren visas i grönt) | Översikt över grenar (Poäng överst, därefter resultat. Bästa prestation i varje gren visas i grönt) | Översikt över grenar (Poäng överst, därefter resultat. Bästa prestation i varje gren visas i grönt) | Översikt över grenar (Poäng överst, därefter resultat. Bästa prestation i varje gren visas i grönt) | Översikt över grenar (Poäng överst, därefter resultat. Bästa prestation i varje gren visas i grönt) | Översikt över grenar (Poäng överst, därefter resultat. Bästa prestation i varje gren visas i grönt) |
| --------- | ---------------------- | -------------- | ------------ | --------------------------------------------------------------------------------------------------- | --------------------------------------------------------------------------------------------------- | --------------------------------------------------------------------------------------------------- | --------------------------------------------------------------------------------------------------- | --------------------------------------------------------------------------------------------------- | --------------------------------------------------------------------------------------------------- | --------------------------------------------------------------------------------------------------- | --------------------------------------------------------------------------------------------------- | --------------------------------------------------------------------------------------------------- | --------------------------------------------------------------------------------------------------- |
| Placering | Idrottare              | Nation         | Total- poäng | 100 m                                                                                               | Längd                                                                                               | Kula                                                                                                | Höjd                                                                                                | 400 m                                                                                               | 110 häck                                                                                            | Diskus                                                                                              | Stav                                                                                                | Spjut                                                                                               | 1 500 m                                                                                             |
| 1         | Erki Nool              | Estland        | 8641         | 933 pts 10,68 s                                                                                     | 1000 7,76                                                                                           | 796 15,11                                                                                           | 803 2,00                                                                                            | 973 46,71                                                                                           | 913 14,48                                                                                           | 739 43,66                                                                                           | 910 5,00                                                                                            | 826 65,82                                                                                           | 748 4.29,48                                                                                         |
| 2         | Roman Šebrle           | Tjeckien       | 8606         | 878 pts 10.92 s                                                                                     | 965 7.62                                                                                            | 803 15.22                                                                                           | 915 2.12                                                                                            | 899 48.20                                                                                           | 991 13.87                                                                                           | 754 44.39                                                                                           | 849 4.80                                                                                            | 799 64.04                                                                                           | 753 4:28.79                                                                                         |
| 3         | Chris Huffins          | USA            | 8595 (SB)    | 980 pts 10.48 s                                                                                     | 987 7.71                                                                                            | 806 15.27                                                                                           | 887 2.09                                                                                            | 894 48.31                                                                                           | 986 13.91                                                                                           | 861 49.55                                                                                           | 819 4.70                                                                                            | 687 56.62                                                                                           | 688 4:38.71                                                                                         |
| 4         | Dean Macey             | Storbritannien | 8567 (PB)    | 903 pts 10.81 s                                                                                     | 1002 7.77                                                                                           | 766 14.62                                                                                           | 887 2.09                                                                                            | 988 46.41                                                                                           | 907 14.53                                                                                           | 733 43.37                                                                                           | 849 4.80                                                                                            | 744 60.38                                                                                           | 788 4:23.45                                                                                         |
| 5         | Tom Pappas             | USA            | 8425         | 901 pts 10.82 s                                                                                     | 913 7.41                                                                                            | 782 14.87                                                                                           | 1002 2.21                                                                                           | 878 48.64                                                                                           | 955 14.15                                                                                           | 693 41.42                                                                                           | 880 4.90                                                                                            | 772 62.26                                                                                           | 649 4:45.10                                                                                         |
| 6         | Tomáš Dvořák           | Tjeckien       | 8385         | 881 pts 10.91 s                                                                                     | 935 7.50                                                                                            | 846 15.91                                                                                           | 776 1.97                                                                                            | 856 49.11                                                                                           | 931 14.34                                                                                           | 811 47.15                                                                                           | 731 4.40                                                                                            | 888 69.94                                                                                           | 730 4:32.23                                                                                         |
| 7         | Frank Busemann         | Tyskland       | 8351         | 881 pts 10.91 s                                                                                     | 970 7.64                                                                                            | 760 14.52                                                                                           | 887 2.09                                                                                            | 863 48.97                                                                                           | 954 14.16                                                                                           | 538 33.71                                                                                           | 910 5.00                                                                                            | 812 64.91                                                                                           | 776 4:25.32                                                                                         |
| 8         | Attila Zsivóczky       | Ungern         | 8277         | 838 pts 11.10 s                                                                                     | 821 7.00                                                                                            | 787 14.96                                                                                           | 859 2.06                                                                                            | 880 48.61                                                                                           | 817 15.27                                                                                           | 817 47.43                                                                                           | 849 4.80                                                                                            | 827 65.87                                                                                           | 789 4:23.37                                                                                         |
| 9         | Stefan Schmid          | Tyskland       | 8206         | 874 pts 10.94 s                                                                                     | 854 7.17                                                                                            | 731 14.04                                                                                           | 803 2.00                                                                                            | 880 48.61                                                                                           | 926 14.38                                                                                           | 681 40.81                                                                                           | 910 5.00                                                                                            | 844 67.03                                                                                           | 703 4:36.49                                                                                         |
| 10        | Henrik Dagård          | Sverige        | 8178 (SB)    | 897 pts 10.84 s                                                                                     | 833 7.08                                                                                            | 788 14.97                                                                                           | 749 1.94                                                                                            | 873 48.75                                                                                           | 936 14.30                                                                                           | 725 42.95                                                                                           | 941 5.10                                                                                            | 814 65.05                                                                                           | 622 4:49.51                                                                                         |
| 11        | Zsolt Kürtösi          | Ungern         | 8149 (PB)    | 861 pts 11.00 s                                                                                     | 859 7.19                                                                                            | 798 15.13                                                                                           | 803 2.00                                                                                            | 870 48.81                                                                                           | 955 14.15                                                                                           | 800 46.62                                                                                           | 849 4.80                                                                                            | 695 57.16                                                                                           | 659 4:43.39                                                                                         |
| 12        | Mário Aníbal           | Portugal       | 8136 (NR)    | 867 pts 10.97 s                                                                                     | 790 6.90                                                                                            | 814 15.39                                                                                           | 831 2.03                                                                                            | 875 48.71                                                                                           | 885 14.71                                                                                           | 767 45.01                                                                                           | 880 4.90                                                                                            | ?? 57.51                                                                                            | 727 4:32.68                                                                                         |
| 13        | Lev Lobodin            | Ryssland       | 8071         | 917 pts 10.75 s                                                                                     | 857 7.18                                                                                            | 836 15.75                                                                                           | 749 1.94                                                                                            | 867 48.87                                                                                           | 972 14.02                                                                                           | 758 44.55                                                                                           | 910 5.00                                                                                            | 591 50.16                                                                                           | 614 4:50.73                                                                                         |
| 14        | Jiří Ryba              | Tjeckien       | 8056         | 830 pts 11.14 s                                                                                     | 838 7.10                                                                                            | 741 14.21                                                                                           | 803 2.00                                                                                            | 863 48.97                                                                                           | 851 14.99                                                                                           | 722 42.83                                                                                           | 880 4.90                                                                                            | 704 57.76                                                                                           | 824 4:18.21                                                                                         |
| 15        | Raúl Duany             | Kuba           | 8054         | 841 pts 11.09 s                                                                                     | 893 7.33                                                                                            | 688 13.34                                                                                           | 859 2.06                                                                                            | 827 49.73                                                                                           | 918 14.44                                                                                           | 688 41.17                                                                                           | 790 4.60                                                                                            | 803 64.31                                                                                           | 747 4:29.68                                                                                         |
| 16        | Oleksandr Jurkov       | Ukraina        | 7993         | 885 pts 10.89 s                                                                                     | 739 6.68                                                                                            | 776 14.78                                                                                           | 776 1.97                                                                                            | 877 48.66                                                                                           | 847 15.02                                                                                           | 843 48.67                                                                                           | 910 5.00                                                                                            | 659 54.77                                                                                           | 681 4:39.94                                                                                         |
| 17        | Indrek Kaseorg         | Estland        | 7932         | 793 pts 11.31 s                                                                                     | 866 7.22                                                                                            | 683 13.26                                                                                           | 776 1.97                                                                                            | 813 50.03                                                                                           | 902 14.57                                                                                           | 705 41.98                                                                                           | 849 4.80                                                                                            | 837 66.54                                                                                           | 708 4:35.64                                                                                         |
| 18        | Klaus Ambrosch         | Österrike      | 7917         | 858 pts 11.01 s                                                                                     | 854 7.17                                                                                            | 808 15.30                                                                                           | 723 1.91                                                                                            | 804 50.23                                                                                           | 859 14.92                                                                                           | 689 41.22                                                                                           | 790 4.60                                                                                            | 858 67.94                                                                                           | 674 4:40.94                                                                                         |
| 19        | Laurent Hernu          | Frankrike      | 7909         | 819 pts 11.19 s                                                                                     | 847 7.14                                                                                            | 700 13.54                                                                                           | 859 2.06                                                                                            | 786 50.63                                                                                           | 910 14.51                                                                                           | 701 41.78                                                                                           | 910 5.00                                                                                            | 683 56.34                                                                                           | 694 4:37.82                                                                                         |
| 20        | Wilfrid Boulineau      | Frankrike      | 7821         | 845 pts 11.07 s                                                                                     | 833 7.08                                                                                            | 690 13.38                                                                                           | 831 2.03                                                                                            | 823 49.82                                                                                           | 847 15.02                                                                                           | 662 39.86                                                                                           | 849 4.80                                                                                            | 733 59.69                                                                                           | 708 4:35.59                                                                                         |
| 21        | Kip Janvrin            | USA            | 7726         | 804 pts 11.26 s                                                                                     | 727 6.63                                                                                            | 702 13.57                                                                                           | 723 1.85                                                                                            | 856 49.12                                                                                           | 831 15.15                                                                                           | 709 42.20                                                                                           | 910 5.00                                                                                            | 690 56.84                                                                                           | 827 4:17.81                                                                                         |
| 22        | Volodimir Michailenko  | Ukraina        | 7676         | 838 pts 11.10 s                                                                                     | 823 7.04                                                                                            | 700 13.53                                                                                           | 859 2.06                                                                                            | 871 48.80                                                                                           | 869 14.84                                                                                           | 674 40.45                                                                                           | 790 4.60                                                                                            | 548 47.27                                                                                           | 704 4:36.23                                                                                         |
| 23        | Fjodor Lauchin         | Ukraina        | 7652         | 814 pts 11.21 s                                                                                     | 816 7.01                                                                                            | 677 13.16                                                                                           | 831 2.03                                                                                            | 831 49.64                                                                                           | 830 15.16                                                                                           | 631 38.33                                                                                           | 880 4.90                                                                                            | 671 55.53                                                                                           | 671 4:41.48                                                                                         |
| 24        | Eduard Hämäläinen      | Finland        | 7520         | 858 pts 11.01 s                                                                                     | 859 7.19                                                                                            | 732 670                                                                                             | 723 1.85                                                                                            | 902 48.14                                                                                           | 927 14.37                                                                                           | 583 35.98                                                                                           | 849 4.80                                                                                            | 546 47.11                                                                                           | 692 4:38.18                                                                                         |
| 25        | Mike Maczey            | Tyskland       | 7228         | 823 pts 11.17 s                                                                                     | 838 7.10                                                                                            | 719 13.84                                                                                           | 831 2.03                                                                                            | 819 49.91                                                                                           | 0 DNF                                                                                               | 739 43.64                                                                                           | 941 5.10                                                                                            | 760 61.49                                                                                           | 758 4:27.99                                                                                         |
|           | Eugenio Balanqué       | Kuba           | DNF          | 890 pts 10.87 s                                                                                     | 628 6.19                                                                                            | 784 14.90                                                                                           | 749 1.94                                                                                            | 898 48.23                                                                                           | 929 14.36                                                                                           | 799 46.56                                                                                           | 0 NM                                                                                                | | -                                                                                                   |
|           | Claston Bernard        | Jamaica        | DNF          | 908 pts 10.79 s                                                                                     | 0 NM                                                                                                | 709 13.68                                                                                           | 887 2.09                                                                                            | 825 49.77                                                                                           | 848 15.01                                                                                           | 688 41.15                                                                                           | 0 NM                                                                                                | | -                                                                                                   |
|           | Prodromos Korkizoglou  | Grekland       | DNF          | 919 pts 10.74 s                                                                                     | 852 7.16                                                                                            | 710 13.70                                                                                           | 776 1.97                                                                                            | 657 53.57                                                                                           | | | | | -                                                                                                   |
|           | Scott Ferrier          | Australien     | DNF          | 836 pts 11.11 s                                                                                     | 859 7.19                                                                                            | 698 13.50                                                                                           | 776 1.97                                                                                            | | | | | | -                                                                                                   |
|           | Roman Razbejko         | Ryssland       | DNF          | 763 pts 11.45 s                                                                                     | 771 6.82                                                                                            | 727 13.98                                                                                           | 776 1.97                                                                                            | | | | | | -                                                                                                   |
|           | Yeorgios Andreou       | Cypern         | DNF          | 867 pts 10.97 s                                                                                     | 750 6.73                                                                                            | 743 14.24                                                                                           | | | | | | | -                                                                                                   |
|           | Sébastien Levicq       | Frankrike      | DNF          | 757 pts 11.48 s                                                                                     | 713 6.57                                                                                            | 700 13.53                                                                                           | | | | | | | -                                                                                                   |
|           | Trond Høiby            | Norge          | DNF          | 740 pts 11.56 s                                                                                     | 635 6.22                                                                                            | 730 14.03                                                                                           | | | | | | | -                                                                                                   |
|           | Jón Arnar Magnússon    | Island         | DNF          | 894 pts 10.85 s                                                                                     | 0 NM                                                                                                | 819 15.48                                                                                           | | | | | | | -                                                                                                   |
|           | Aki Heikkinen          | Finland        | DNF          | 827 pts 11.15 s                                                                                     | 0 NM                                                                                                | 690 13.37                                                                                           | | | | | | | -                                                                                                   |
|           | Francisco Javier Benet | Spanien        | DNF          | 769 pts 11.42 s                                                                                     | 657 6.32                                                                                            | | | | | | | | -                                                                                                   |
|           | Philipp Huber          | Schweiz        | DNF          | 784 pts 11.35 s                                                                                     | | | | | | | | | -                                                                                                   |
|           | Oleg Veretelnikov      | Uzbekistan     | DNF          | 618 pts 12.17 s                                                                                     | | | | | | | | | -                                                                                                   |